# Fagernes
Fagernes es la localidad más grande del valle de Valdres, Noruega, con alrededor de 1800 habitantes. Fagernes es el centro administrativo de la municipalidad de Nord-Aurdal.
Fagernes es un importante destino turístico por su fácil acceso y por las excelentes vistas del valle de Valdres y zonas montañosas, como Jotunheimen.

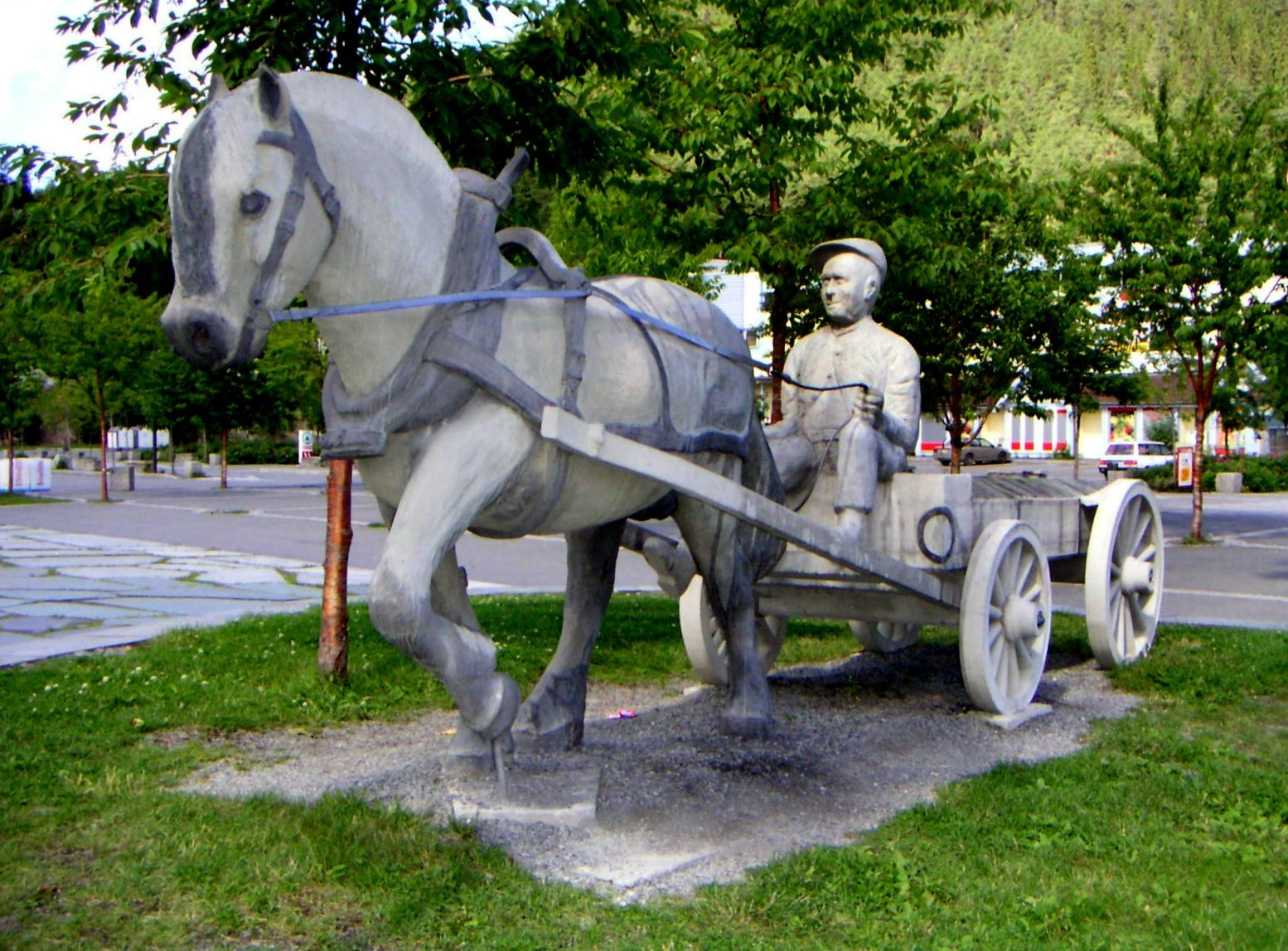
Escultura de Skiferplassen, en recuerdo de los obreros y animales de Valdres Skiferbrudd, Øystre Slidre.

El aeropuerto local, Leirin.